# Осиново (Великоустюзький район)
Оси́ново (рос. Осиново) — присілок у складі Великоустюзького району Вологодської області, Росія. Входить до складу Мардензького сільського поселення.

## Населення
Населення — 5 осіб (2010; 0 у 2002).